# کلود ژاد
کلود ژاد (فرانسوی: Claude Jade‎؛‏ فرانسوی: [klod ʒad])؛ زاده ۸ اکتبر ۱۹۴۸ – درگذشته ۱ دسامبر ۲۰۰۶) بازیگر زن اهل فرانسه بود. از فیلم‌هایی که وی در آن نقش داشته‌است می‌توان به تهران ۴۳ و قاتلان ویژه اشاره کرد.
فرانسوا تروفو کاشف این بازیگر در سینما بود. کلود ژاد در سن نوزده تا سی سالگی در فیلم‌های تروفو و در سه فیلم زندگی‌نامه‌ای خود بازی کرد. بوسه‌های دزدکی (۱۹۶۸)، کانون زناشویی (۱۹۷۰)، عشق در گریز (۱۹۷۹)
در نقش شخصیت واحد (کریستین داربون، دوست و همسر آنتوان دوینل) ظاهر شده‌است.
وقتی تروفو او را هنگام بازی در تئاتر هنری چهارم لوئیجی پیراندللو بر روی صحنه دید تحت تأثیر زیبائی او قرار گرفت و عاشق او شد و نقش کریستین داربون در فیلم بوسه‌های ربوده شده را به او واگذار کرد. در این فیلم او نقش شاگرد ویولون آنتوان دوینل را بازی می‌کرد و آنتوان عاشق او می‌شد. در واقع عشق آنتوان به کلود ژاد در این فیلم بازتابی از عشق واقعی خود تروفو به او بود. ژاد در دو فیلم بعدی تروفو نیز در همین نقش ظاهر شد. او در ۱۹۹۸ در فیلم (فرانسوی: Le Radeau de La Méduse قایق مدوزا) به کارگردانی ایرج عظیمی نیز ایفای نقش کرده‌است.
کلود ژاد بیشتر در فیلم‌های فرانسوی بازی کرد. او همچنین در فیلم‌های آمریکایی، بلژیکی، ایتالیایی، ژاپنی، آلمانی و شوروی سابق بازی کرد. او همچنین در فیلم‌ها و سریال‌های تلویزیونی حضور داشته‌است. نقش‌های اصلی او در مجموعه تلویزیونی «جزیره سی تابوت» (۱۹۷۹) و در «دماغه کاج» (۱۹۹۸–۲۰۰۸) موفقیت‌های بزرگی بود.

## فیلم‌شناسی
- بوسه‌های دزدکی (۱۹۶۸) (فرانسوا تروفو)
- تحت علامت مونت کریستو (۱۹۶۸)
- شاهد (۱۹۶۹)
- توپاز (۱۹۶۹)
- عمویم بنیامین (۱۹۶۹)
- کانون زناشویی (۱۹۷۰)
- قایق روی چمن (۱۹۷۰)
- شهرزاده (۱۹۷۱)
- آتش‌سوزی (۱۹۷۲)
- مهمانی ژول (۱۹۷۲)
- قاتلان ویژه (۱۹۷۳)
- کشیشان ممنوع (۱۹۷۳)
- لذت بد (۱۹۷۵)
- انتخاب (۱۹۷۶)
- شنل شمالی (۱۹۷۶)
- جمع‌کننده مغز (۱۹۷۶)
- مارپیچ مه (۱۹۷۷)
- پیاده (۱۹۷۸)
- عشق در گریز (۱۹۷۹)
- «جزیره سی تابوت» (۱۹۷۹)
- تهران ۴۳ (۱۹۸۰)
- لنین در پاریس (۱۹۸۱)
- غار گرگ (۱۹۸۱)
- قفسه سینه ترک خواهد خورد (۱۹۸۱)
- ملاقات در پاریس (۱۹۸۲)
- لیز و لورا (۱۹۸۲)
- افتخار یک کاپیتان (۱۹۸۲)
- دختری در آفتابگردان (۱۹۸۴)
- مردی که آنجا نبود (۱۹۸۷)
- افتخار افتخار (۱۹۹۲)
- سر به هوا (۱۹۹۳)
- اوژنی گرانده(۱۹۹۳)
- عصر بخیر (۱۹۹۴)
- قایق مدوزا (۱۹۹۸)
- پین دسکتاپ(۲۰۰۰–۱۹۹۸)
- سلیمن و کاردینال(۲۰۰۸۶)